# Mamutfenyőformák

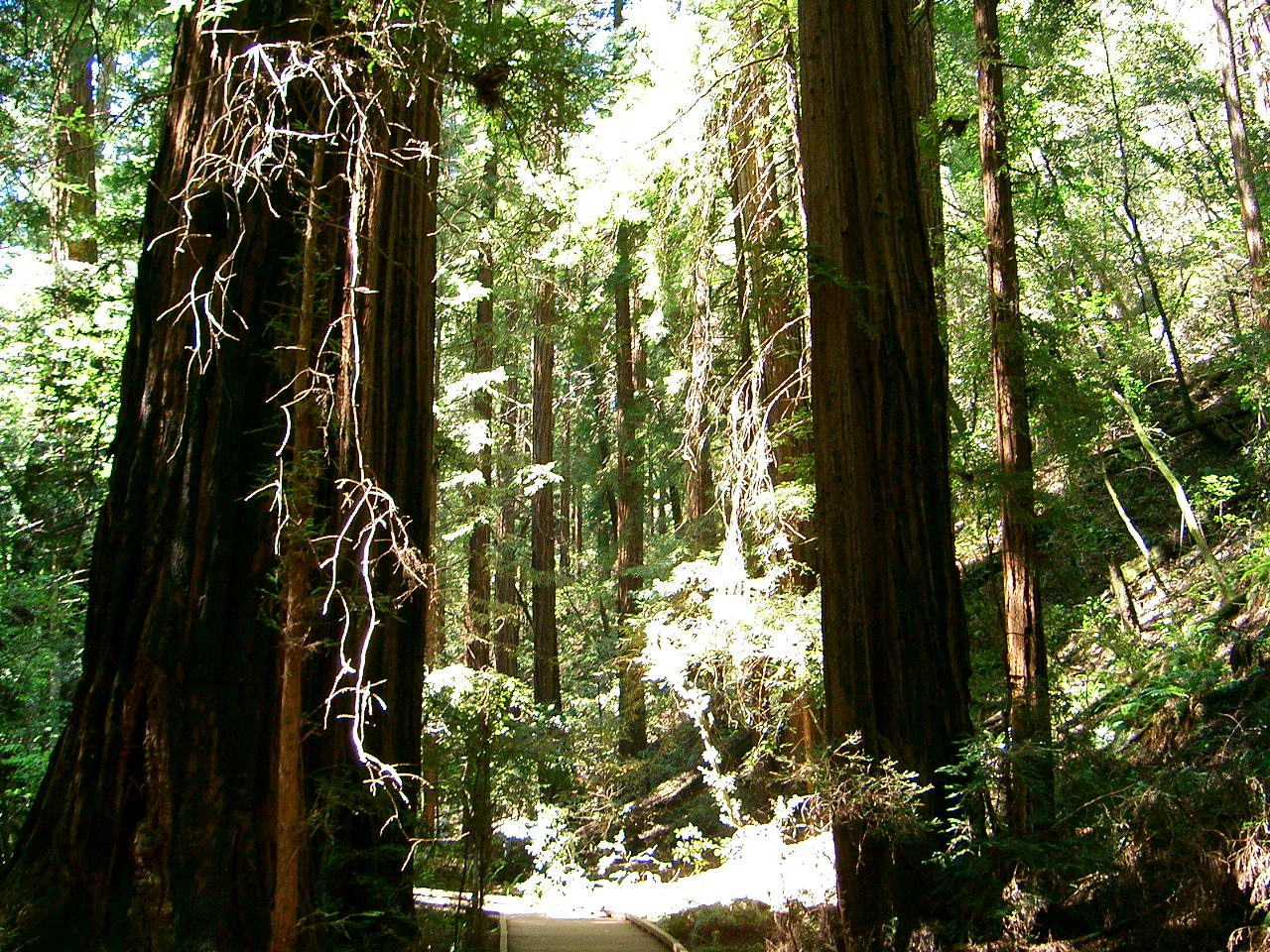
Parti mamutfenyő;
Muir Woods National Monument,
Kalifornia, USA

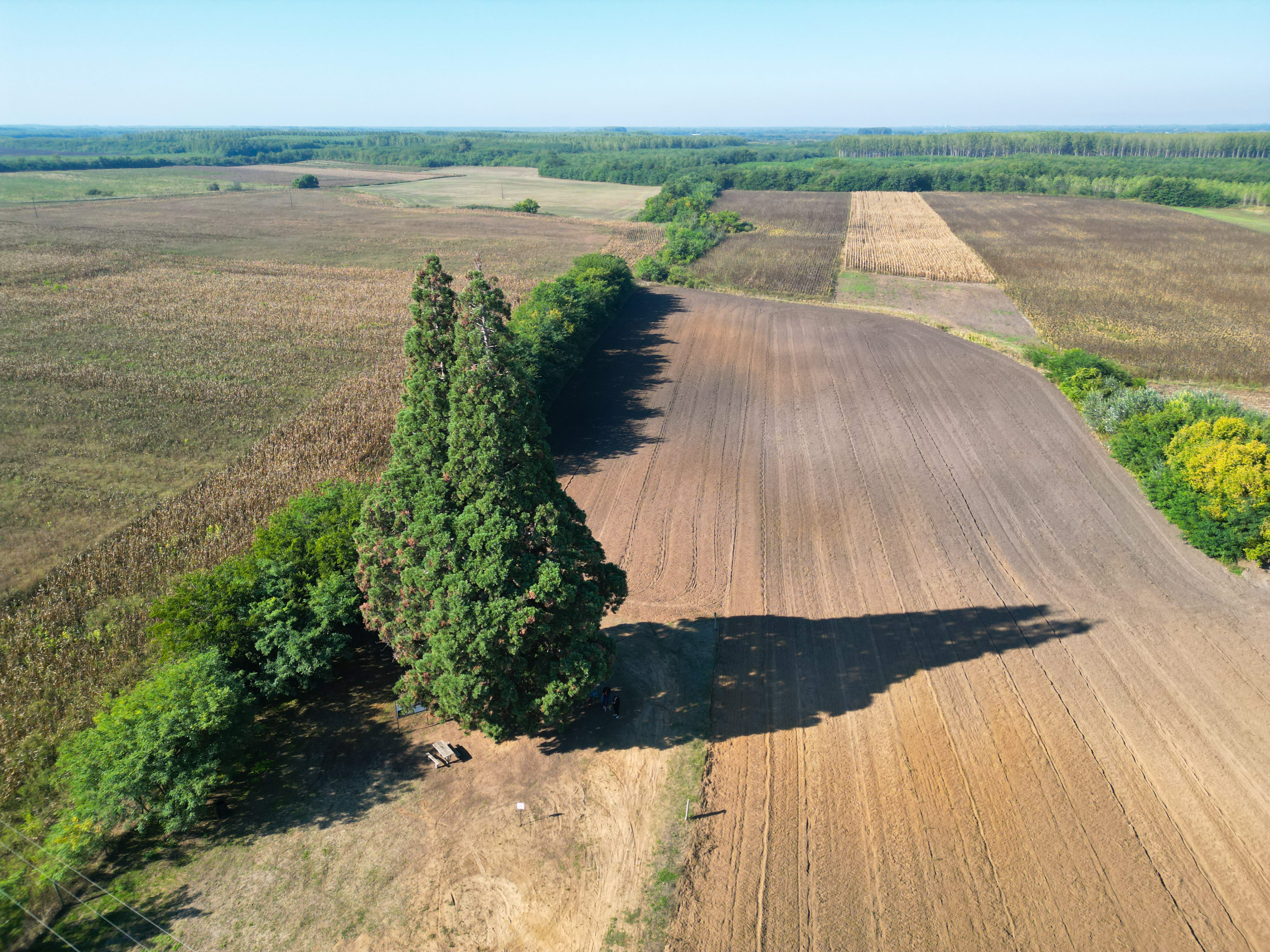
Egy fiatal példány Balkány–Csiffytanyán

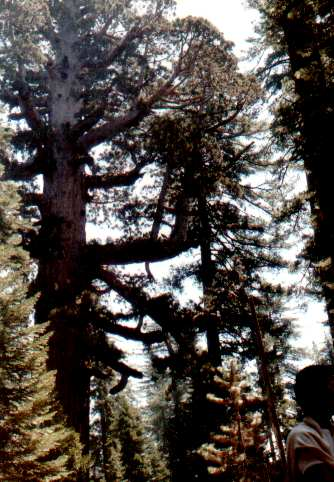
Az „Óriás grizzly” óriás mamutfenyő
a Yosemite Nemzeti Parkban

A mamutfenyőformák (Sequoioideae) a ciprusfélék (Cupressaceae) családjának egy alcsaládja. Három ma élő nemzetség tartozik ide, mindegyik egy-egy ma is élő fajjal; a nemzetségekben fosszilis fajok is vannak.
Az amerikai fajták az angol „redwood” nevet – amit olykor tévesen vörösfenyőnek fordítanak – vöröses színű, rostosan foszló kérgükről kapták.

## Nemzetségek és élő fajok
- Metasequoia
  - kínai mamutfenyő (Metasequoia glyptostroboides)
- Sequoia
  - tengerparti mamutfenyő (Sequoia sempervirens)
- Sequoiadendron
  - óriás mamutfenyő (Sequoiadendron giganteum)

## Felfedezésük
Gigantikus méreteik dacára az amerikai mamutfenyőkre csak a 18. század második felében figyelt fel egy Kaliforniába utazó szerzetes; beszámolója 1769-ben jelent meg, és jóformán ismeretlen maradt. Juan Crespi ő 1796-ban látta meg e hatalmas fákat — az ő beszámolóját már a szélesebb közönség is megismerte. E tengerparti mamutfenyő tudományos leírására 1824-ig (az óriás mamutfenyőére 1833-ig) kellett várni, ekkor az első indián ábécét kifejlesztő cseroki Sequoyah-ról (Se-Quo-Yah, 1770–1843) a Sequoia nevet kapta.
Ezután még több mint egy évszázadig azt hitték, hogy a mamutfenyőformák kizárólag Észak-Amerikában, a pacifikus–észak-amerikai flóraterületen) fordulnak elő; a kínai mamutfenyőt csak 1941-ben fedezték fel.

## Megjelenésük, felépítésük
Kérgük még törzsük átmérőjéhez viszonyítva is igen vastag; az idősebb amerikai fáké fél méternél is vastagabb. Ebben a kéregben nincsenek gyantajáratok, viszont sok benne a csersav (tannin), így se a férgek, se az avartüzek nem károsítják. Általában a közvetlen villámcsapást is túlélik: szép példája ennek a nagycenki Széchenyi-kastély kertjében álló, villám sújtotta óriás mamutfenyő. A kéreg sérülései viszonylag gyorsan gyógyulnak.
Hasonlóan védettek a tűztől tobozaik: olyannyira, hogy magjai csak erdőtűz (vagy más, hasonló hő) hatására válnak csíraképessé. 

## Életmódjuk, termőhelyük
Rendkívül szívós, az időjárási szélsőségeknek ellenálló fák.

## Magyarországon
Számos arborétumban és kastélykertben találhatunk egy-egy mamutfenyőt. Többségüket az első világháború előtt telepítették. Az utóbbi évtizedekben mindhárom faj több kertészetben is kapható, tehát sokfelé telepítik is. Néhány ismertebb, öreg példány:
- Szegeden az egyetem füvészkertjében 50 éves példány áll.
- Zirc közelében, a közigazgatásilag Borzavárhoz tartozó Páliháláspusztán a házaktól kb. 200 méter sétával érhető el egy mamutfenyő.
- Sopronban az Erzsébet kertben áll egy mamutfenyő.
- A Balatonfűzfői művelődési ház előtt található egy példány, melyet 1936-ban ültettek. 2018- ban villámcsapás miatt a tetejéből jó pár métert eltávolítottak, de így is impozáns látványt nyújt.

- Balkány egyik városrészében, Csiffytanyán áll egy 160 évnél is idősebb fa. Érdekessége, hogy nem arborétumban, hanem szabadon nő.
- Badacsonytomajon, az 1900-as évek elején létrehozott Folly arborétumban egy parti mamutfenyő látható.
- A gödöllői Grassalkovich-kastély parkjában is található.
- Az egykori Kertészeti Egyetem (jelenleg Budapesti Corvinus Egyetem Budai Arborétum alsó kertjének északi szegletében, a Szüret utcai kerítés mellett látható egy szép példánya.
- 1981 után ültettek az erdőtelki arborétumban egy-egy hegyi, illetve kínai mamutfenyőt.
- A Kám határában található Jeli Arborétumban egy kínai mamutfenyőt láthatunk.
- Tiszaigar határában, a Tiszaszentimrei Arborétumban is áll egy fa.
- A Tiszakürti Arborétumban egy fiatalabb (pár évtizedes) mamutfenyő él.
- Zircen, a cisztercita apátság angolkertjéből kialakított arborétumban egy kínai mamutfenyő él.
- Nagycenken, a Széchenyi-kastély (Nagycenk) parkjában áll egy száz évnél is idősebb fa.
- Van egy mamutfenyő a Sárvári Arborétumban is.
- Somogyvárott, a Széchenyi-kastély (Somogyvár) parkjában áll egy 1000 évnél is idősebb fa.
- Sopronhorpácson, a Széchenyi-kastély fáját valószínűleg Széchenyi Alexandra ültettette. A villám sújtotta fa felső ágai száradnak.
- Budakeszi határában az egykori növénykert maradékaként 1900 óta áll két hegyi mamutfenyő.
- Korábban a legnagyobb hazai mamutfenyő az iharosberényi Inkey-kastély parkjában álló, 41 m magas Sequoiadendron giganteum volt. Törzsének kerülete meghaladta a hét métert. A fát 2018 októberében kivágták, tönkjén 135 évgyűrűt számoltak.[3]
- Szombathelyen a bogáti kastélyparkban élő mamutfenyő lett a legmagasabb a Magyarországon élő mamutfenyők között, miután 2018-ban kivágták az iharosberényi Inkey-kastély parkjában állót.[3]
- A 75-ös főút mellett, a Zala vármegyében fekvő Nova község Kossuth utcájában áll egy jelentős példány. A tulajdonos elbeszélése alapján 1955-ig vegetált, majd gyors növekedésnek indult.
- Szombathelyen a Kámoni Arborétumban, a Saághy István utca és Maros utca torkolatában áll egy példány, amely az öntözés ellenére alulról elkezdett száradni. 2011 júliusában villám sújtotta, a teteje megsérült.[4]
- Szombathelyen a Rigóvölgyben, a Kárpáti Kelemen utca 57. alatt magánkertben áll egy közel 50 éves példány.
- A Debreceni Egyetem botanikus kertjében is él egy kínai mamutfenyő.
- Kőszeg, a Dr. Nagy László Gyógypedagógia Intézet kertjében áll egy szép példány, kora a kert alapítása alapján ~100 év.
- Kőszegen magánkertben, a Királyvölgyi utca 23. alatt áll egy 25 éves példány.
- Felsőcsatár, Jáplán pusztai majorban 3 példány található.
- Répceszentgyörgy, a Szentgyörgyi-Horváth-kastély főhomlokzata előtt áll két szép példánya. Törzsátmérőjük 1,40 m magasságuk ~20 m.
- Acsád, a Szegedy-kastély parkjában, az új épületszárny közelében áll egy 1,2 m törzsátmérőjű és 30 m magasságú egyed a 20. század elején ültetve.
- A miskolctapolcai parkban a kínai mamutfenyő több példánya is él.
- A Szarvasi Arborétumban egy 1873-ban ültetett, 30 m magas hegyi mamutfenyő (Sequoiadendron giganteum) áll (társa 2010-ben elpusztult).[5]
- Lengyel községben az Apponyi Kastély parkjában található 2 példány[6]

## Külföldön
A két amerikai mamutfenyőfaj a Kalifornia és Oregon államban foltokban megjelenő babérlombú erdők meghatározó fajai közé tartozott, amíg nagy részüket ki nem vágták. Jelenleg mindkét fajt intenzíven védik, és nagy erőfeszítésekkel újratelepítik.

## Galéria

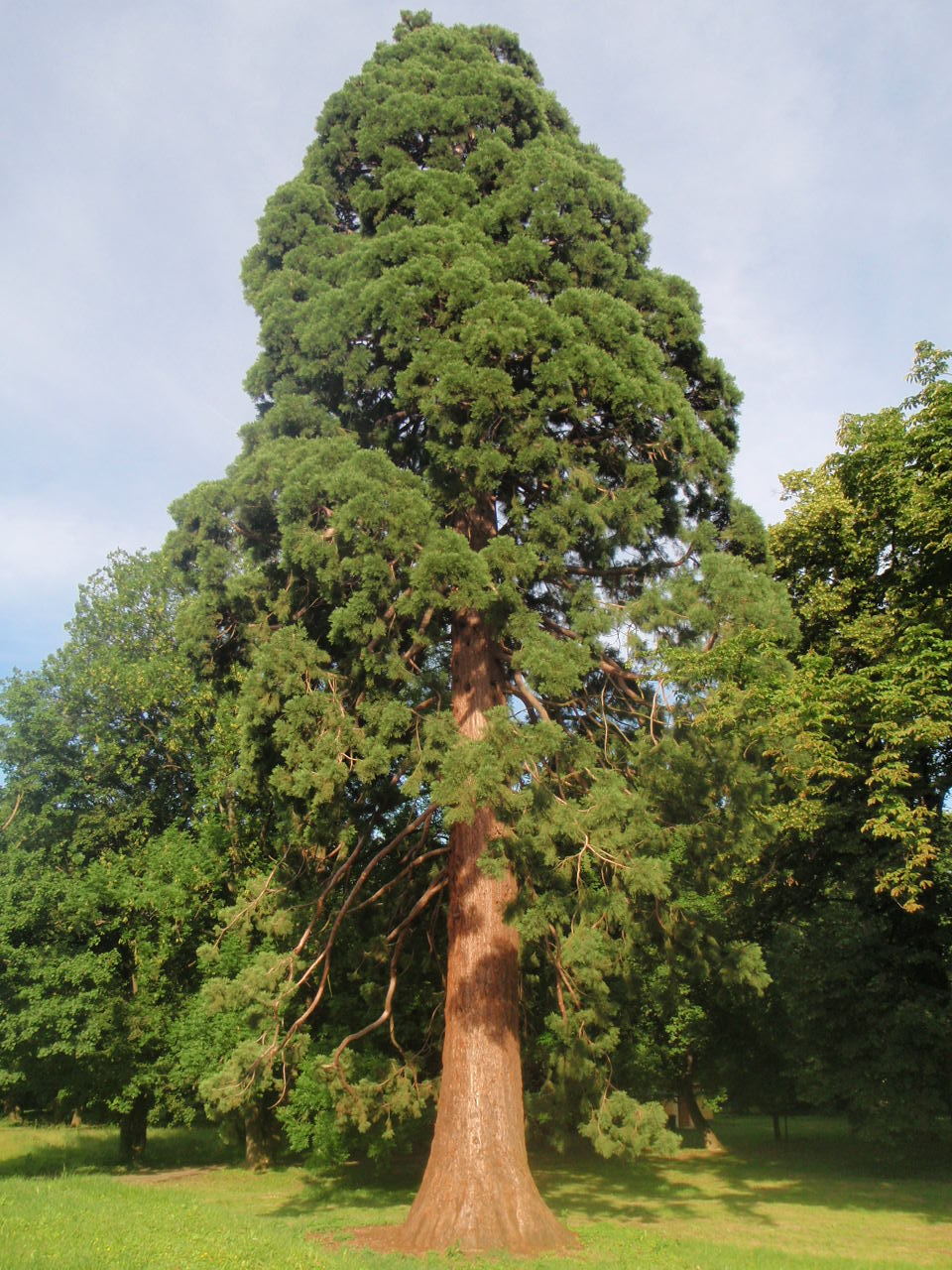
Kőszeg, Dr. Nagy László Gyógypedagógia Intézet kertjében
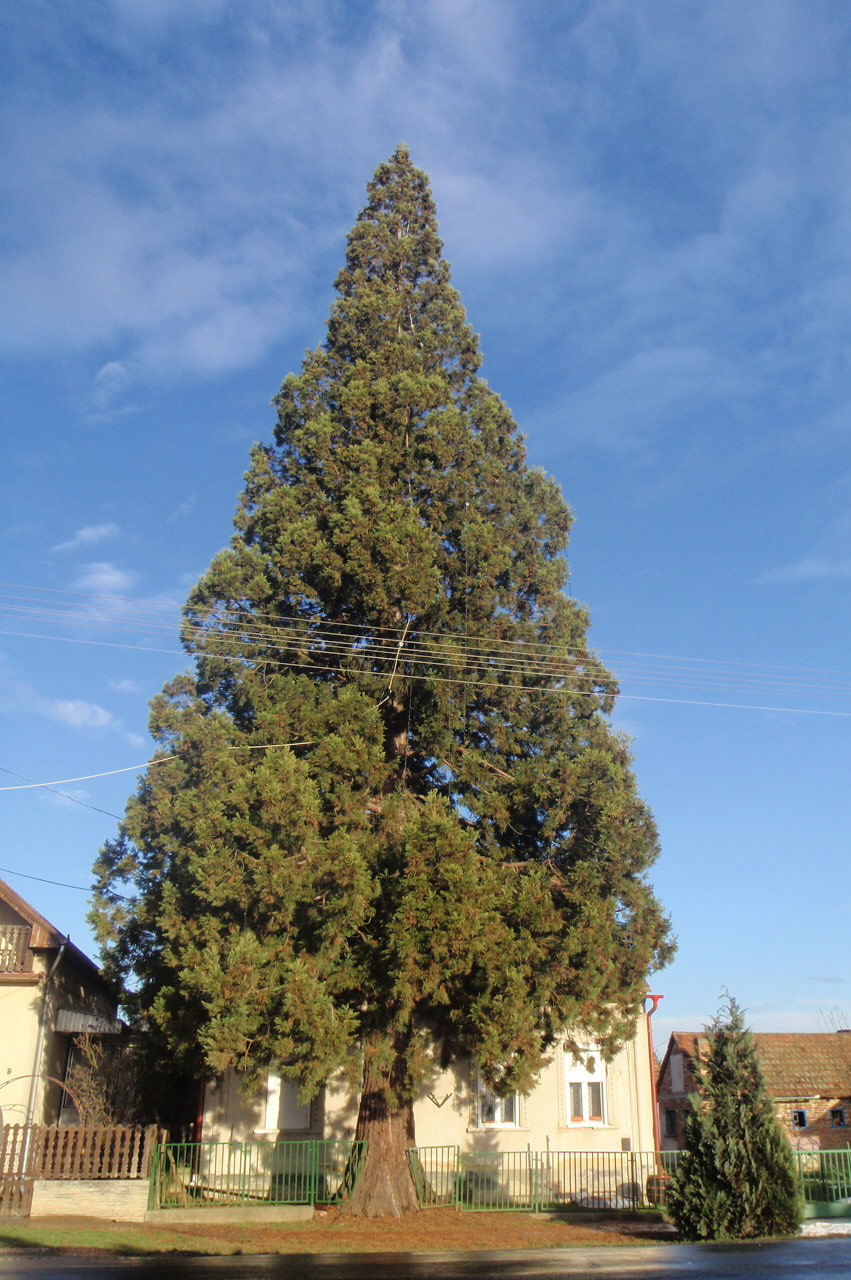
Nova, Kossuth utca
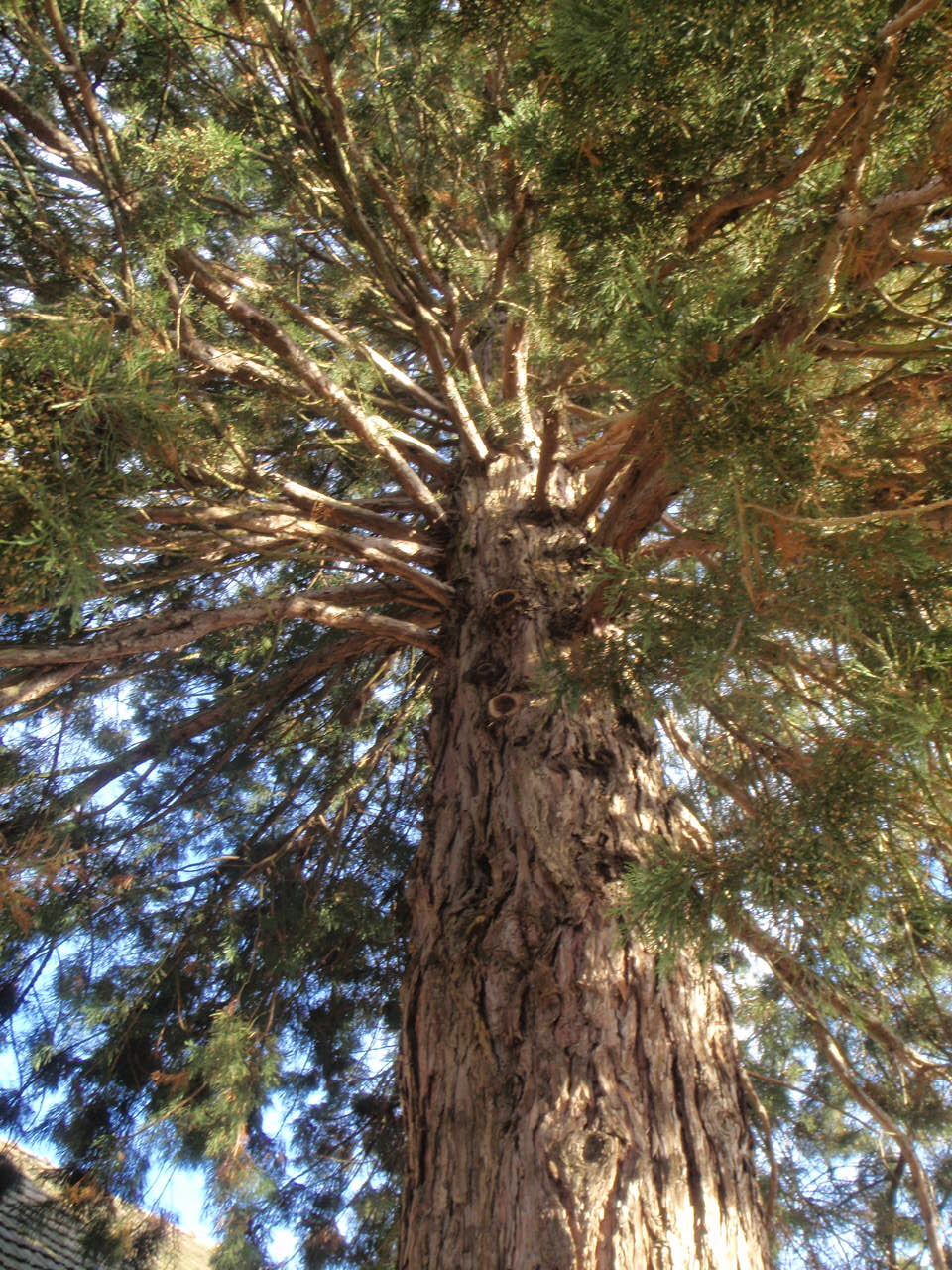
Nova, a mamutfenyő törzse
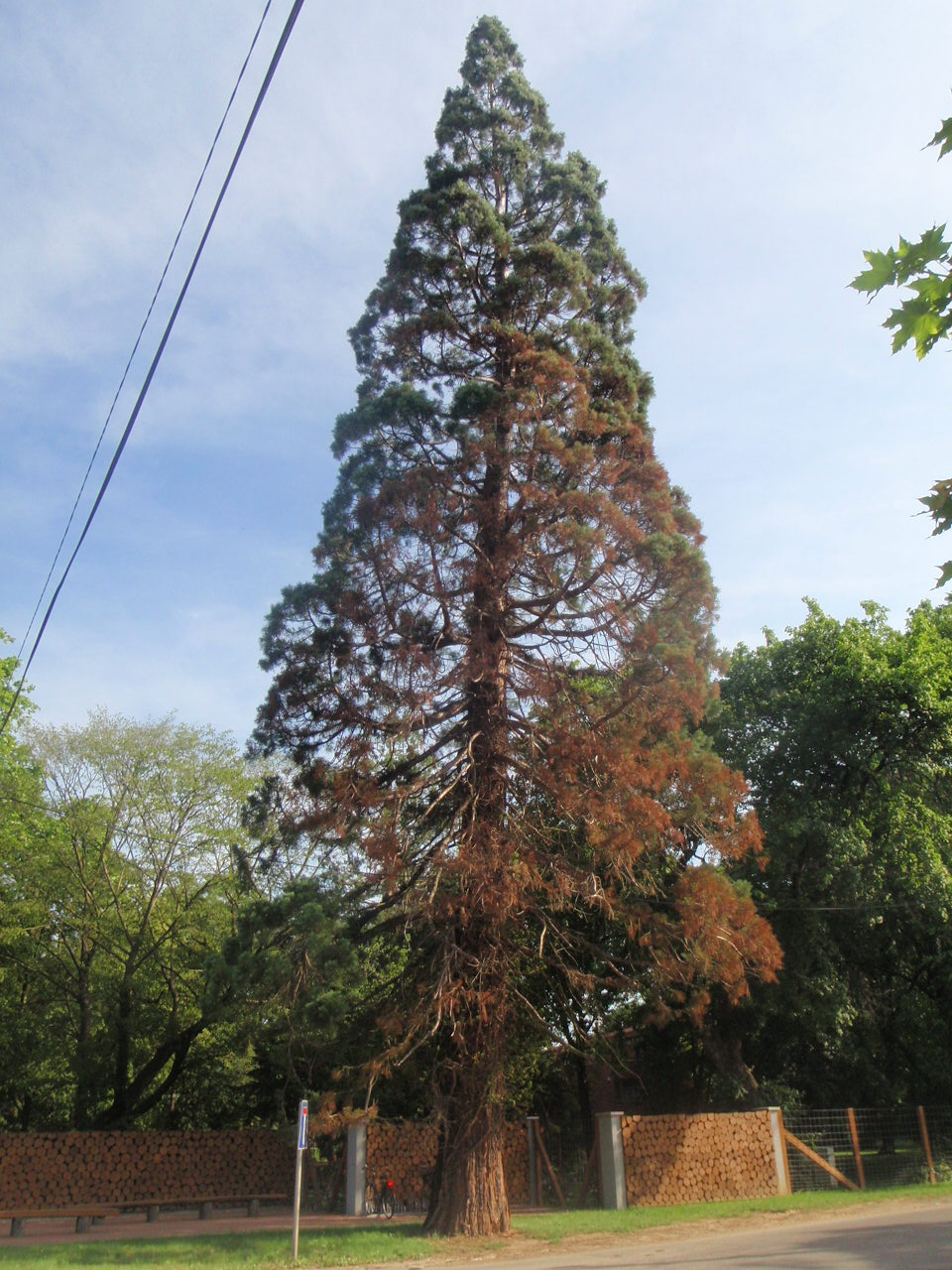
Szombathely, Saághy István utca és Maros utca sarok
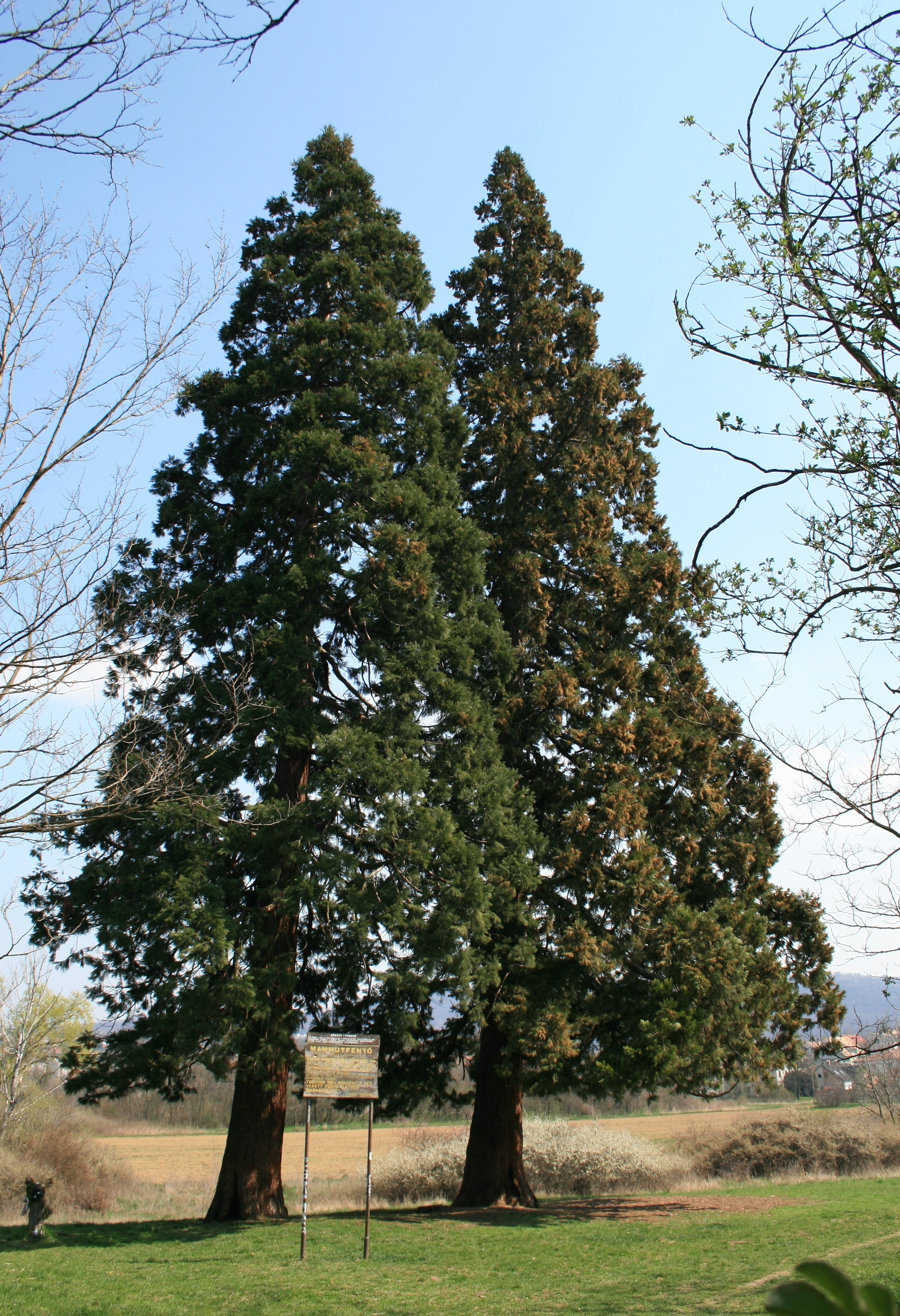
Két óriás mamutfenyő Budakeszi közelében